# Hasbaya
Hasbeya sau Hasbeiya (în arabă حاصبيا) este un oraș din Liban, situat la poalele Muntelui Hermon, cu vedere la un amfiteatru adânc din care curge un pârâu spre Hasbani. În 1911, populația era de aproximativ 5000 de locuitori.
Hasbaya este capitala Wadi El Taym, o vale fertilă lungă care rulează paralel cu piciorul vestic al Muntelui Hermon. Udate de râul Hasbani, dealurile joase din Wadi El Taym sunt acoperite cu rânduri de măslini verzi-argintii, cea mai importantă sursă de venit. Sătenii produc, de asemenea, miere, struguri, smochine, pere înțepătoare, nuci de pin și alte fructe.